# Іноуе Такесі
Такесі Іноуе (яп. 井上健, нар. 30 вересня 1928 — пом. 5 квітня 1992) — японський футболіст, що грав на позиції півзахисника.
Усю клубну кар'єру провів у «Міцубісі Хеві Індустріс», грав за національну збірну Японії.

## Клубна кар'єра
Народився 30 вересня 1928 року. Займався футболом в університетській команді Університету Кансей Гакуйн.
У дорослому футболі дебютував 1952 року виступами за команду клубу «Міцубісі Хеві Індустріс», кольори якої і захищав протягом усієї своєї кар'єри гравця, що тривала дев'ять років.
Помер 5 квітня 1992 року на 64-му році життя.

## Виступи за збірну
1954 року провів один офіційний матч у складі національної збірної Японії.